# Dean Norris

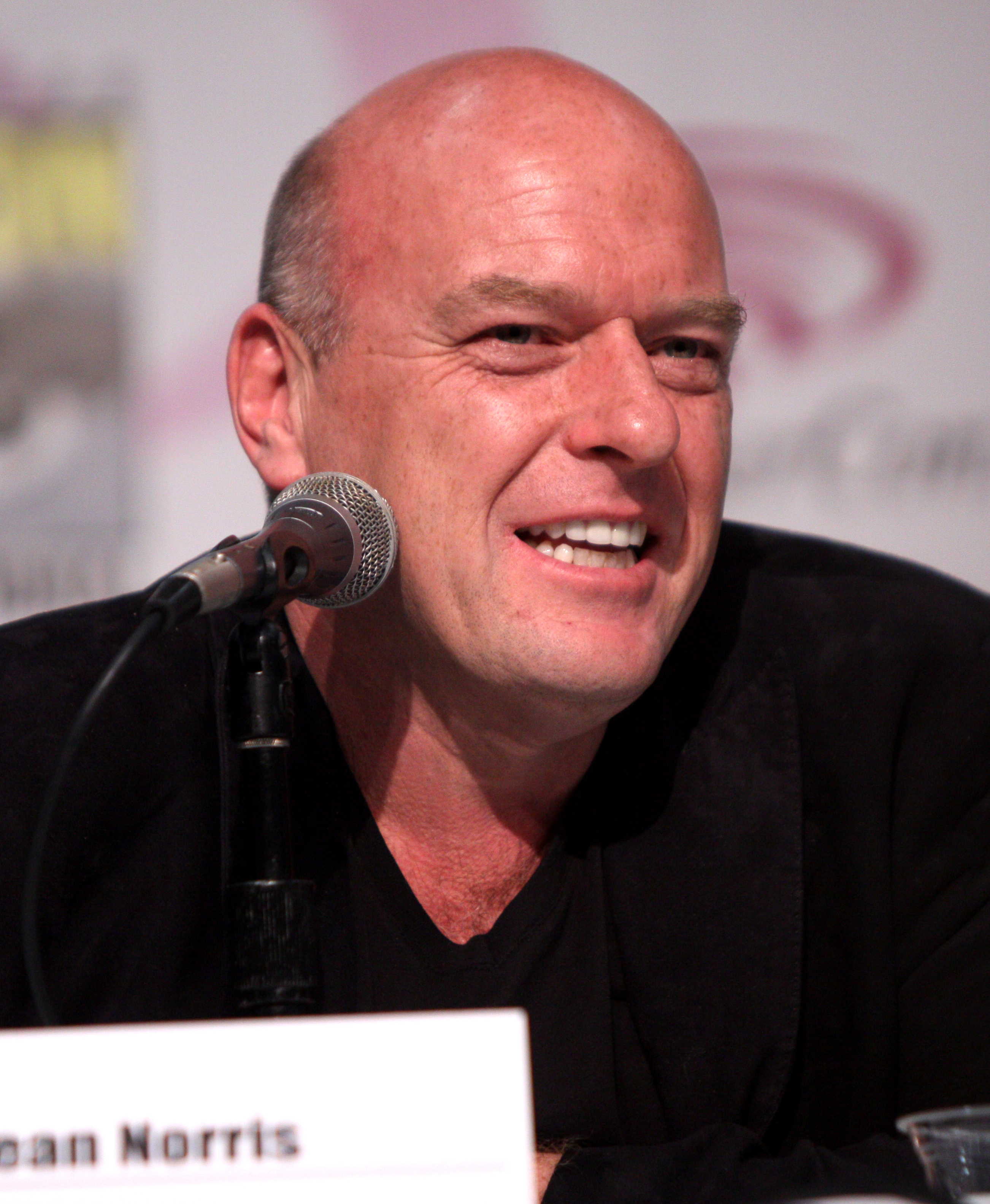
Dean Norris in 2013

Dean Joseph Norris (South Bend (Indiana), 8 april 1963) is een Amerikaans acteur. 
Norris speelt vaak politieagenten, zoals ook in zijn bekendste rol als DEA-agent Hank Schrader in de televisieserie Breaking Bad (2008-2013).

## Biografie
Norris werd geboren in South Bend (Indiana) in een gezin van vijf kinderen. Hij doorliep de high school aan de Clay High School in South Bend waar hij in 1981 zijn diploma haalde. Hierna studeerde hij af in sociale wetenschappen aan de Harvard College in Cambridge (Massachusetts). Hij heeft ook gestudeerd aan de Royal Academy of Dramatic Art in Londen.
Norris is vanaf 2001 getrouwd en heeft hieruit vijf kinderen, en woont nu met zijn gezin in Temecula.

## Filmografie

### Films
Selectie:
- 2024 - Carry-On - als Phil Sarkowski
- 2019 - Scary Stories to Tell in the Dark - als Roy Nicholls
- 2018 - Beirut - als Donald Gaines
- 2018 - Death Wish - als rechercheur Kevin Raines
- 2015 - Secret in Their Eyes - als Bumpy Willis
- 2015 - Remember - als John Kurlander
- 2013 - The Frozen Ground - als Sgt. Lyle Haugsven
- 2011 - Prom – als Frank Prescott
- 2010 - How Do You Know – als honkbalcoach
- 2007 - The Heartbreak Kid – als vader van Jodi
- 2007 - Evan Almighty – als Collins
- 2006 - Little Miss Sunshine – als state trooper McCleary
- 2001 - The One – als sergeant Siegel
- 2000 - The Cell – als Cole
- 1997 - Starship Troopers – als commandant
- 1997 - Gattaca – als politieagent
- 1995 - Money Train – als beveiliger met Dooley
- 1994 - The Last Seduction – als Shep
- 1993 - The Firm – als hurkende man
- 1992 - The Lawnmower Man – als de regisseur
- 1991 - Terminator 2: Judgment Day – als SWAT-teamleider
- 1990 - Gremlins 2: The New Batch – als SWAT-teamleider
- 1990 - Total Recall – als Tony
- 1990 - Hard to Kill – als rechercheur sergeant Goodhart
- 1989 - Lethal Weapon 2 – als Tim Cavanaugh

### Televisieseries
Uitgezonderd eenmalige gastrollen.
- 2024 Ghosts - als Frank - 2 afl.
- 2024 Law & Order: Organized Crime - als Randall Stabler - 9 afl.
- 2021-2022 United States of Al - als Art - 35 afl.
- 2017-2022 - Claws - als ome Daddy - 40 afl.
- 2020 Nova Vita - als Devon Washington - 10 afl.
- 2020 - Better Call Saul - als Hank Schrader - 2 afl.
- 2017-2018 - Scandal - als Fenton Glackland - 5 afl.
- 2016-2017 - The Big Bang Theory – als kolonel Richard Williams – 7 afleveringen
- 2017 - Girlboss - als Jay - 5 afl.
- 2013-2015 - Under the Dome – als Jim Rennie – 39 afleveringen
- 2015 - Unbreakable Kimmy Schmidt - als Le Loup - 1 aflevering
- 2008-2013 - Breaking Bad – als Hank Schrader – 60 afleveringen
- 2012 - Body of Proof – als FBI-agent Brendan Johnson – 2 afleveringen
- 2011 - CSI: Crime Scene Investigation – als Phil Baker – 3 afleveringen
- 2010 - Criminal Minds - als Detective John Barton	seizoen 5 afl. 20: "...A Thousand Words
- 2010 - Medium – als Paul Scanlon – 3 afleveringen
- 2003 - Tremors – als W.D. Twitchell – 13 afleveringen
- 1998–2001 Charmed - as the Dr. Stone - Season 2 - They're Everywhere
- 1993-1994 - NYPD Blue – als pastoor Jerry Downey – 3 afleveringen

- Biblioteca Nacional de España: XX5406759
- Bibliothèque nationale de France: cb169022415 (data)
- Gemeinsame Normdatei: 1060740125
- International Standard Name Identifier: 0000 0000 7965 1359
- Library of Congress Control Number: no2010072952
- Nationale Bibliotheek van Tsjechië: xx0243890
- Nationale Bibliotheek van Israël: 987007315308405171
- Nederlandse Thesaurus van Auteursnamen: 379601281
- Système universitaire de documentation: 251615251
- Virtual International Authority File: 121191477
- WorldCat: E39PBJvRY7bgfxTKDhfkp7wwG3